# Кошехабльський район
Кошеха́бльський райо́н (рос. Кошеха́бльський райо́н; адиг. Кощхьэблэ къедзыгъо) — адміністративна одиниця республіки Адигея.
Адміністративний центр — аул Кошехабль. Розташований на лівому березі річки Лаба за 70 км від столиці Республіки Адигея — міста Майкопу і за 150 км від міста Краснодару.

## Географічне положення
Кошехабльський район розташований в східній частині Республіки Адигея. Протяжність території району з півночі на південь — 74 км, а із заходу на схід — 20 км. На півночі і сході він межує з Курганінським районом, на південному сході з Лабінським і на півдні — з Мостовським районами Краснодарського краю, на заході — з Шовгеновським і Гіагінським районами Республіки Адигея.
Район займає територію 606 км².

## Історія
Кошехабльський район заснований в грудні 1934 року на підставі Ухвали Президії ВЦВК «Про розукрупнення районів Азово-Чорноморського краю».

## Адміністративно-територіальне поділ
У районі є 9 сільських округів.
| Сільське поселення | Населені пункти |
| ------------------ | --- |
| Блечепсінське      | - аул Блечепсін |
| Вольненське        | - село Вольне - хутір Кармоліно-Гідроїцький - хутір Шелковников |
| Дмитрієвське       | - селище Дружба - хутір Дмитрієвський - селище Комсомольський - хутір Красний Фарс - хутір Новоалексєєвський - хутір Отрадний - селище Плодопитомник - хутір Політотдєл - аул Хачемзий - селище Чехрак |
| Єгерухайське       | - аул Єгерухай - хутір Соколов |
| Ігнатьєвське       | - хутір Ігнатьєвський |
| Кошехабльське      | - аул Кошехабль |
| Майське            | - селище Майський - хутір Красний - хутір Чехрак |
| Натирбовське       | - село Натирбово - хутір Казьонно-Кужорський |
| Ходзиновське       | - аул Ходзь |

*Адміністративні центри вказані товстівкою

## Органи влади і суспільно-політична ситуація
Адміністрацію муніципального утворення «Кошехабльський район» очолює Тхаркахов Нальбій Хаджіретович.
Представницька влада — Рада народних депутатів з 23 депутатів. Голова Ради народних депутатів Кошехабльського району — Володимир Лежепеков.
У районі зареєстровані:
- районне відділення КПРФ;
- районне відділення партії «Єдина Росія»;
- громадська організація Адыгэ-Хасэ;
- районна Рада ветеранів війни, праці, Озброєних сил і правоохоронних органів.

## Демографія
Населення району — 30,9 тисяч осіб. У районі проживають представники 54 національностей в 24 населених пунктах, з них 15 459 осіб — адигейці, 13 457 осіб — росіяни, 624 осіб — вірмени, 601 осіб — татари, 263 осіб — українці, а також представники інших національностей, яких в районі налічується більше 54.

## Економіка

### Сільське господарство
Сільгоспугіддя району займають 47,6 тисяч га, зокрема рілля — 33,1 тисяч га. У Кошехабльському районі налічується більше 500 КФХ і понад 8 тис. особистих підсобних господарств, які мають значний досвід сільськогосподарського виробництва.

### Торгівля і громадське харчування
У Кошехабльському районі функціонує 160 об'єктів торгівлі і громадського харчування. Найбільшу питому вагу в загальній структурі торгової мережі району займають приватні підприємства — 95 %.

### Промисловість і малий бізнес
4 основних підприємства району, що представляють 2 основні галузи виробництва: будівельну — ЗАТ «Кошехабльський комбінат нерудних матеріалів», ВАТ «Адигеянеруд», ТОВ «Завод залізобетонних виробів»; харчову — ТОВ «Мамруко».
У районі працює більше 50 малих підприємств всіх форм власності. Малі підприємства забезпечують робочими місцями близько 300 осіб.

### Паливо-енергетичний комплекс
Нафтобаза «ГПОЙЛ» і 13 автозаправних станцій.

### Будівництво
Найбільші підприємства ЗАТ «Кошехабльський КНМ», ВАТ «Адигеянеруд», ТОВ "Завод ЗБІ «Кошехабльський», ТОВ «Каскад», ДУП «Кошехабльське ДРСУ». Основним напрямом діяльності будівельних підприємств є виробництво будівельних нерудних матеріалів, виробництво залізобетонних виробів, дорожнє будівництво.

### Інвестиційна привабливість району
Аул Кошехабль є єдиним аулом в республіці, через який проходить Північнокавказька залізниця «Ростов-на-Дону — Бєлореченськ — Адлер», відстань до федеральної траси Ростов-на-Дону — Баку близько 50 км, шлях на чорноморське узбережжя через Шаумянський перевал становить близько 150 км.

## Транспорт
Пасажирські і вантажні перевезення по всій території району, а також за його межами значною мірою здійснюється АТ «ДАТП Кошехабльське». Також транспортні послуги з перевезення пасажирів виявляються мережею приміських маршрутних таксі.

## Соціальна сфера
У районі є 13 загальноосвітніх установ і 13 дошкільних освітніх установ, функціонує філія Адигейського державного університету. Працюють 2 факультети: «Педагогіка і методика початкової освіти» і «Економіка і управління на підприємствах (по галузях)».
У Кошехабльському районі функціонує 17 клубних установ, 15 бібліотек, 1 кінотеатр, досуговий центр, 2 дитячих школи мистецтв, центр народної культури.
Відомі за межами району і республіки: хор «Калина» Травневого ДК, призер багатьох конкурсів, ансамбль народного танцю «Золотий кинджал», хор ветеранів Натирбовського дома культури, дитячий ансамбль «Псинедах».

### Охорона здоров'я
2 лікарні: МУ «Кошехабльська Центральна районна лікарня» і МУ «Елітовська районна лікарня» в сукупності на 265 койко-місць, а також мережу фельдшерсько-акушерських пунктів і амбулаторій.